# Mobilisatiecomplex Alverna
Het Mobilisatiecomplex Alverna (MOB-Averna), ook wel Magazijncomplex Alverna of de Zoetenborn genoemd, is een voormalig mobilisatiecomplex (MOB) in de Nederlandse gemeente Wijchen, ten zuiden van het dorp Alverna. Het MOB-Alverna had een oppervlakte van ruim 20 hectare en herbergde 33 gebouwen, voornamelijk opslagloodsen, enkele munitiebunkers en een kantoor bij de ingang. In de ruim 30 opslagloodsen was legermaterieel en munitie opgeslagen. Daarnaast was er een 'tankbaan', bestemd om voertuigen (waaronder tanks) mobiel te houden, van ongeveer twee kilometer lang. 
In de 21e eeuw zijn de meeste gebouwen van het MOB-terrein in Alverna gesloopt en kreeg het voormalige complex een nieuwe functie als natuur- en woongebied met kleinschalige woningbouw.

## Geschiedenis
Het complex is in de jaren 50 van de 20e eeuw aangelegd en werd beheerd door het Ministerie van Defensie. Na het einde van de Koude Oorlog in 1989 besloot het Ministerie van Defensie de mobilisatiecomplexen een andere bestemming en inrichting te gaan geven. 53 voormalige, 'groene' militaire terreinen hebben rond 2004 een nieuwe bestemming (in principe natuur) en een nieuwe eigenaar gevonden: het toenmalige Ministerie van Landbouw, Natuur en Voedselkwaliteit. De terreinen werden daarna te koop aangeboden voor sanering en herontwikkeling. 
In de 21e eeuw zijn de meeste gebouwen van het MOB-terrein in Alverna gesloopt en kreeg het voormalige complex een nieuwe functie als natuur- en woongebied met kleinschalige woningbouw. Het Bestemmingsplan MOB-complex Alverna werd vastgesteld door de gemeente Wijchen op 30 juni 2011. In het rapport 'Terug naar de basis', een Publiek Programma van Eisen, van Dienst Landelijk gebied (DLG) van 7 mei 2009 is bij het ontwikkelen van de herbestemming uitgegaan van de volgende doelen: ontwikkel het gebied tot een natuurgebied met hoge ecologische waarde, dat functioneert als een onderdeel van de Ecologische Hoofdstructuur; houd daarbij rekening met de historie; en maak het gebied weer toegankelijk voor omwonenden en ontwikkel kleinschalig geclusterd wonen. 'Wonen' moet volgens deze ontwikkelvisie beperkt worden tot een bescheiden aantal woningen zonder tuin en met een directe relatie met de omringende natuur. 
Vanwege de geplande woningbouw is in 2009 een archeologisch onderzoek uitgevoerd, waarbij vondsten zijn gedaan daterend van de Late Bronstijd tot in de Romeinse tijd. Er is onder andere een nederzetting aangetroffen uit de Late IJzertijd – Romeinse tijd. In 2012 volgde een opgraving.
Het terrein werd verkocht aan Jansen Bouwontwikkeling en Spagro Beheer, die de herinrichtingsplannen, die zijn gemaakt in samenwerking met de gemeente, hebben uitgevoerd in de periode 2011 tot 2018. Het complex is daarbij ontwikkeld tot hoogwaardig natuurterrein met extensieve recreatie. Met uitzondering van de drie munitiebunkers zijn alle gebouwen gesloopt en zijn de hekken en overbodig asfalt verwijderd. Er zijn vier gebouwen met 35 appartementen aangelegd.
Een plan om twee van de drie gespaarde munitiebunkers om te bouwen tot vier wooneenheden is in 2021 teruggetrokken na verzet van lokale organisaties en veel bewoners. Daarbij waren de belangen van lokale vrijwilligersverenigingen enerzijds en het willen beschermen van de natuur door buurtbewoners anderzijds de doorslaggevende argumenten.

## Inrichting als natuur- en woongebied
Het voormalige mobilisatiecomplex Alverna ligt binnen de Ecologische hoofdstructuur op een oude Rivierduin. Ten oosten van het terrein ligt een groot natuurgebied, bestaande uit heide, bossen en vennen: Overasseltse en Hatertse vennen. Het terrein is openbaar toegankelijk op de weg en op wandel- en fietspaden. Het is zeer intrek bij hondenliefhebbers. Om dat gebruik in te passen in de natuurfunctie van het gebied is op initiatief van de bewoners met Staatsbosbeheer en de gemeente een toegangsregeling met loslooproute gerealiseerd.
In Alverna is circa 2 hectare gebruikt voor woningbouw met bijbehorende voorzieningen. Er zijn in vier gebouwen in het totaal 35 wooneenheden gerealiseerd tussen 2013 en 2019. De gebouwen liggen aan de Vredelaan. Er is een streng ruimtelijk programma van eisen geformuleerd voor inrichting en gebruik van de woonomgeving Vredelaan, waaronder:
- Het parkeren voor bewoners bevindt zich niet zichtbaar op maaiveld, maar wordt, buiten beeld, opgelost binnen de gebouwde vorm.
- Het maaiveld rondom de gebouwen is in principe niet toegankelijk (is enkel kijkgroen) voor de bewoners, m.u.v. de ontsluitingszijde.
- Er moeten goede condities geschapen worden voor de ontwikkeling van bloemrijk grasland rondom de nieuwbouw en munitiebunkers

De overige 18 hectare bestemd tot natuurterrein. Het grootste deel daarvan is overgedragen aan Staatsbosbeheer. Natuurterrein direct rond de woongebouwen is overgedragen aan de gemeente Wijchen. 

## Natuur
De natuur op het voormalige Mobilisatiecomplex bestaat uit een mozaïek van bos, heide en bloemrijke graslanden (de laatste twee zijn nog in ontwikkeling). Er broeden zeker 25 broedvogelsoorten, waaronder buizerd, bosuil, groen specht, grote bonte specht, groen specht, grote lijster, gaai, grauwe vliegenvanger, bonte vliegenvanger, gekraagde roodstaart, boomklever en boomkruiper.
Van de zoogdieren gebruiken das, vos, steenmarter, ree, bosmuis, woelmuis, dwergvleermuis en mol met zekerheid het gebied. 
De insectenfauna neemt snel toe in diversiteit door de 'rijping' van de graslanden ter plaatse van de gesaneerde militaire loodsen en door het aangepaste maaibeheer van het grasland rond de woningen. Soorten als oranjetipje, citroentje, gehakkelde aurelia, dagpauwoog, atalanta, oranje zandoogje, st. jansvlinder, koninginnepage, kolibrivlinder, boomblauwtje worden regelmatig gezien. In het grasland dat niet of minder gemaaid wordt bouwen mieren ijverig woonhopen. Drie soorten sprinkhanen zijn gezien en het aantal wantsensoorten ligt zeker boven de tien. Ook zweefvliegen, echte vliegen, zandbijen, bladwespen, lieveheersbeestjes, akkerhommels, hoornaar en wespen komen voor. De bodem rondom de woningen komt tot rust en pissebedden, duizendpoten, kevers en wormen nemen in aantal toe. 
Bruine kikker, groene kikker, gewone pad en kleine watersalamander komen voor.
Aan de oorspronkelijke flora van dit rivierduin herinneren soorten, als de zomereik, zachte berk, sporkehout, brem, meidoorn, ratelpopulier, gewone vlier en bergvlier.
Op de overgang van de hoge zandgronden naar de zware klei in de oude rivierarm-bedding staan karakteristiek soorten als haagbeuk, zoete kers, lelietjes van dalen, dalkruid, grote salomonszegel en enkele bosanemonen
Rond de tankbaan en op een deel van de voormalige loodslocaties lijkt kalkrijk funderingszand te zijn aangevoerd, gezien kalkminnende soorten als gewone teunisbloem, koningskaars, kaasjeskruid en wilde reseda.
In de graslanden in beheer bij de gemeente is de soortenrijkdom aan planten toegenomen van circa 15 soorten tot meer dan 100 soorten. Daarvoor zijn inheemse en lokaal autochtone soorten die hier in her rivierengebied voorkomen, uitgezaaid en soms met stekken of zoden op de omgespitte grond aangebracht. Ook in het bos zijn bosplanten geherintroduceerd en wel ter plaatse van het oude bewakingspad, waar de bodem was verstoord en aangevoerde grond was aangebracht. Deze actie is een onderdeel van pogingen van de gemeente Wijchen om de biodiversiteit in de gemeente te vergroten. Dit werk wordt uitgevoerd door bewoners van de Vredelaan.
Het laagste deel van het bos, is een rabatten bos, dat duidt op de natte omstandigheden ten tijde van de aanleg in 1930. Deze bosrand en een veel groter stuk ten noorden van het terrein zijn verdroogd. Daardoor zijn karakteristieke planten verdwenen en dreigen de kenmerkende elzen hier weggeconcurreerd te worden door zomereiken. De droogte wordt veroorzaakt door de klimatologische veranderingen, maar vooral ook het afvoeren van grondwater uit de directe omgeving. Daar lijden deze bossen en ook het grotere natuurreservaat Vennengebied onder. Ook boeren en paardenhouders hebben last van de droogte. Op verzoek van Vereniging Natuur en Milieu Wijchen onderzocht het Waterschap Rivierenland in het kader van de herziening van het Peilbesluit of het grondwater hier langer kan worden vastgehouden. Daarvoor zal het slootpeil circa 0,50 m hoger moeten worden ingesteld.
Zowel inventarisaties als adviezen over het adequate terreinbeheer krijgt de gemeente van de Vereniging Natuur en Milieu Wijchen.